# Дакс (виконтство)
Виконтство Дакс (фр. vicomté de Dax) — феодальное княжество в средневековой Франции с центром в городе Дакс (Гасконь, севернее Байонны).
Включало сеньорию Микс с барониями Люкс, Грамон, Бергуи, Сорапюрю и Эско, и сеньорию Остабаре с барониями Остаба и Лантаба.
Первый известный правитель — Арно I Луп, упоминаемый в 1009, 1011 и 1028 годах, предположительно (с высокой степенью вероятности) — второй сын виконта Олорона Анера II Лупа.
Последний мужской представитель этой династии — Пьер II, умерший в 1177/1180 году. Его единственная дочь Наваррина в 1190 году вышла замуж за Раймона-Арно III, виконта Тартаса, и таким образом два виконтства объединились. В 1312 году Дакс и Тартас перешли к сеньорам д’Альбре.
Список виконтов:
- Арно I Луп (ум. после ноября 1028)
- Арно II Фортис (ум. после 1050), сын
- Раймон Арно I (ум. после 3 декабря 1088), сын
- Гарсия Арно - сын Арно I Лупа, в 1058/59 изгнал племянника - Раймона Арно I, и правил виконтством до своей смерти в 1065 г.
- Навар (погиб в бою в 1090 или позже), сын Раймона Арно I
- Арно III, вероятно - младший брат Навара
- Пьер I Арно (ум. 1140/42), сын
- Гирельда, сестра. В 1095 г. вышла замуж за Арно Дата, сеньора де Микс (ум. 1140), правнука Гарсии Арно, бывшего виконтом в 1058/59-1065.
- Раймон Арно II (ум. 1167) - сын Гирельды
- Пьер II (ум. 1177/80), сын
- Наварра (Наваррина), дочь Пьера II, жена Арно-Раймона, виконта Тартаса.